# Palazzo dei Conservatori

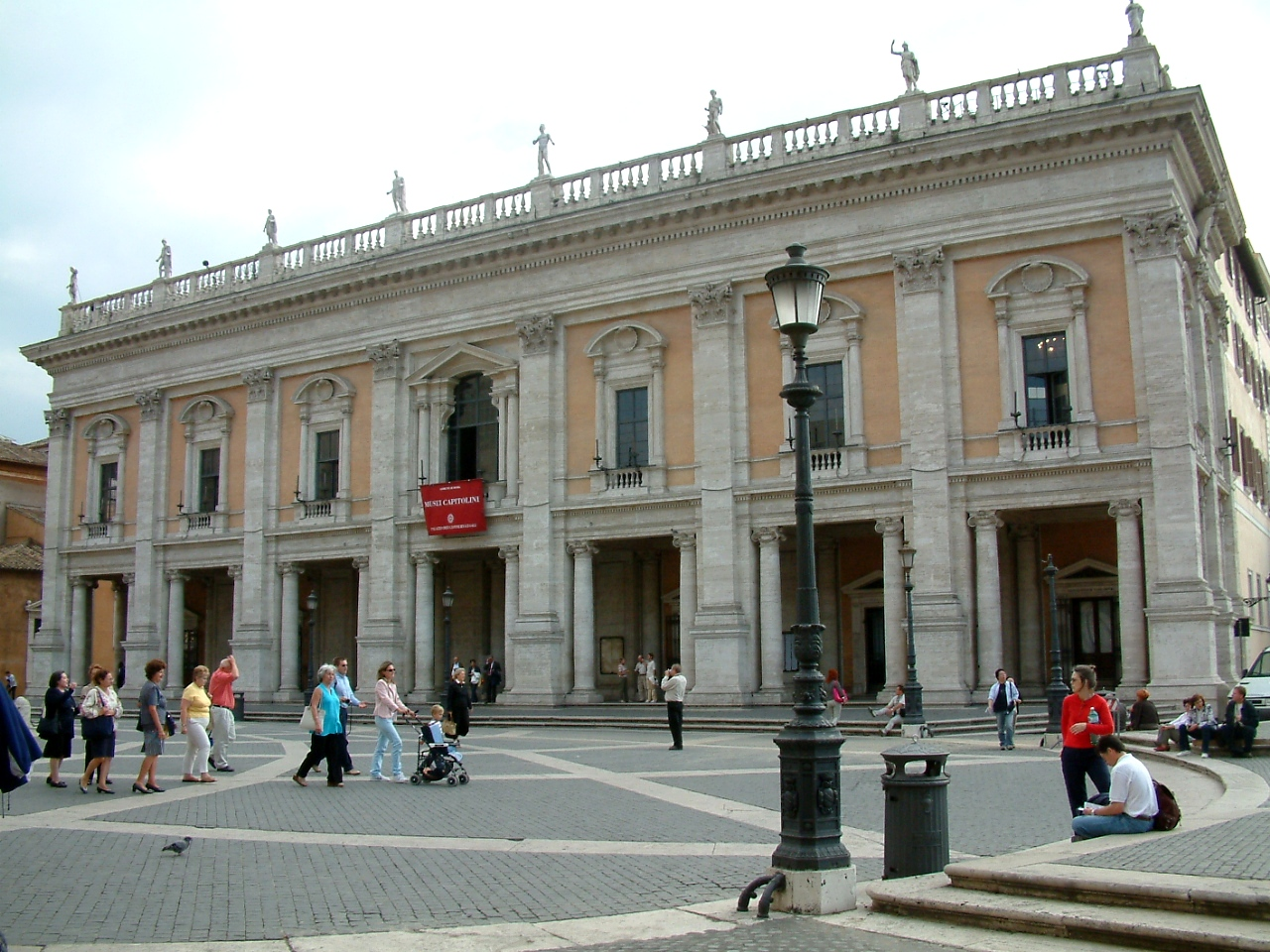
Vista do palácio na Piazza dei Campidoglio

Palazzo dei Conservatori  é um palácio renascentista localizado na Piazza del Campidoglio, no rione Campitelli de Roma, ao lado do Palazzo Senatorio e de frente para o Palazzo Nuovo. Os três palácios e mais o Tabulário e a Centrale Montemartini abrigam os Museus Capitolinos, um dos mais importantes e mais visitados museus da capital italiana.
Seu nome é uma referência ao fato de ele ter abrigado, de forma quase ininterrupta, por quatro séculos, a sede da magistratura eletiva romana, os chamados "conservadores" (em italiano:  conservatori), um grupo que, juntamente com os senadores (em italiano:  senatore), governavam a cidade de Roma.

## História

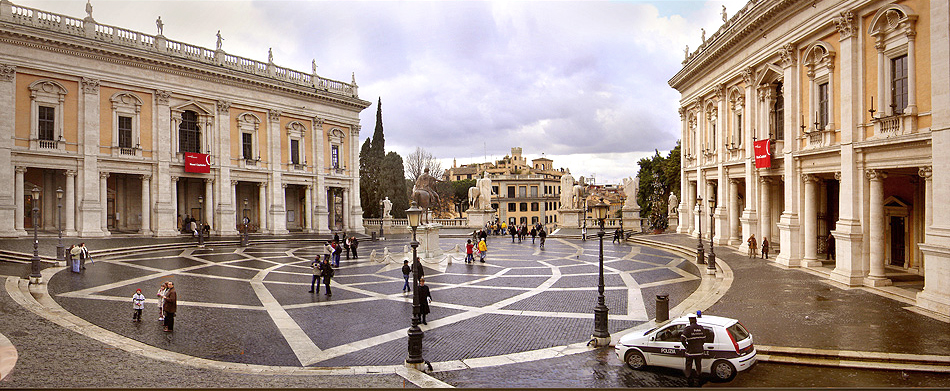
Vista da Piazza del Campidoglio projetada por Michelângelo. À esquerda, o Palazzo dei Conservatori e, em frente, o seu par idêntico, o Palazzo Nuovo. No centro da imagem está a Cordonata, a escadaria que leva à Piazza d'Aracoeli no sopé do monte Capitolino.

No local onde o palácio foi construído já existia antes um edifício medieval, antiga sede de corporações profissionais de artes e ofícios e o novo palácio foi encomendado pelo papa Nicolau V (r. 1447-1455) para realçar o poder do pontífice e sua superioridade em relação às autoridades civis. A partir de uma doação pelo papa Sisto IV ao povo de Roma em 1471, o Palazzo dei Conservatori sempre foi uma espécie de lugar privilegiado para a conservação da memória da cidade. As obras que ali estavam representavam a continuidade cultural e temporal deixada pelo glorioso passado romano. A coleção aumentou bastante na metade do século XVI por obra do papa Pio V, que levou para lá diversas obras representando antigas divindades pagãs.
Até o final do século XV, o palácio contava com doze arcadas no piso térreo e seis janelas guelfas. Em 1536, uma nova fachada foi projetada por Michelângelo, responsável também pelo novo projeto da praça, mas ele morreu antes do final das obras no ano seguinte. O seu projeto alterou a fachada medieval original do palácio, substituindo o pórtico por altas pilastras assentadas sobre grandes pedestais; as pequenas janelas foram substituídas por outras maiores, todas do mesmo tamanho. As obras foram continuadas por Guido Guidetti e concluídas, em 1568, por Giacomo della Porta, seguindo fielmente o projeto, com exceção de um salão de representação maior no piso nobre (e, por consequência, uma janela maior em relação à demais). O beiral é coroado por uma balaustrada com estátuas
Em 1748, uma Pinacoteca Capitolina foi instalada no segundo piso, numa nova ala criada por Ferdinando Fuga. Em 1876, depois da Unificação da Itália, o palácio se transformou num museu, mas os quartos do chamado "Apartamento dos Conservadores" passaram a ser utilizadas para funções oficiais pela Comuna de Roma.

## Pátio interno

### Até o século XVI
Na fase anterior à atual, o pátio tinha proporções muito diferentes. Mais espaçoso na direção da fachada por causa da ausência do pórtico interno, apresentava à direita um profundo pórtico e arcos ogivais de tijolos assentados sobre colunas de granito com capitéis jônicos e bases de travertino que permitia o acesso aos apartamentos do capitão de apelações (um juiz recursal de apelações) e do consulado dos boattieri. Onde terminava o pórtico estava um muro de sustentação do terreno no fundo, na encosta da colina, marcando o ponto onde ele havia sido escavado para aumentar o espaço útil.

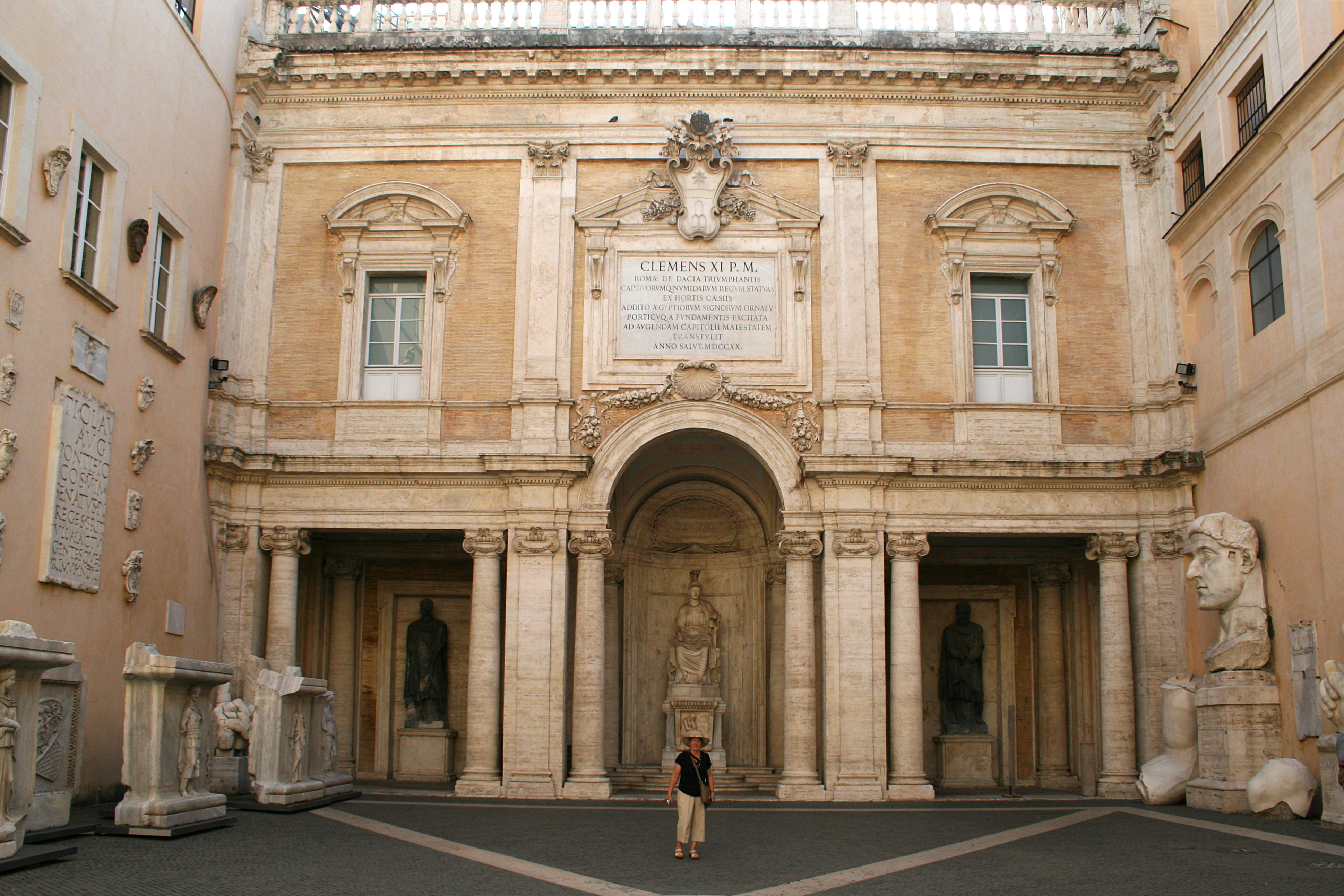
Vista do pátio interno

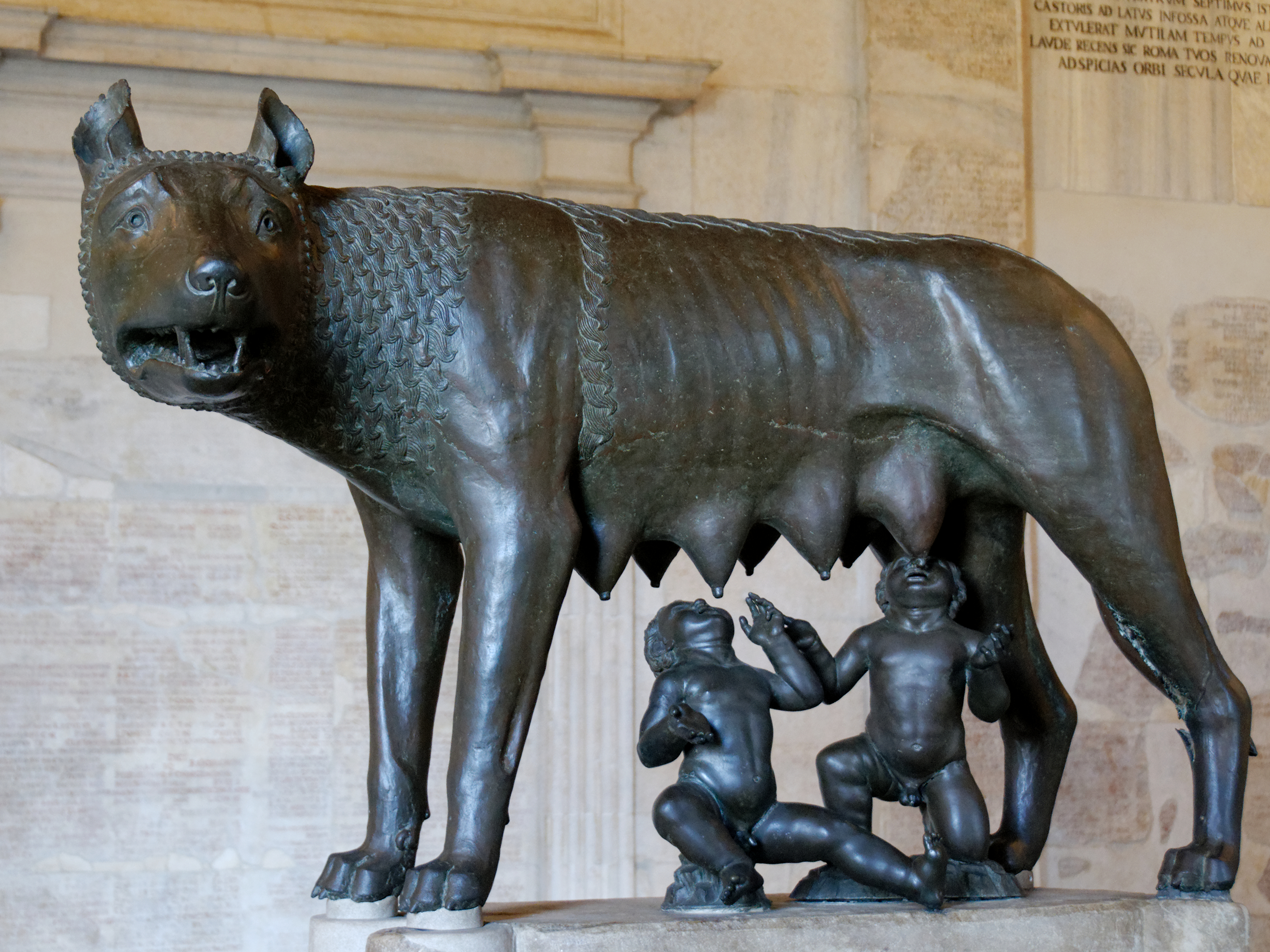
A famosa Loba Capitolina. No fundo, os Fastos Capitolinos.

A fachada interna, sem janelas, apresentava uma base alta sobre qual estavam colocados os fragmentos da estátua colossal de Constantino e a estátua de Hércules em bronze dourado. Na parede esquerda estava uma escadaria externa, similar à de muitos palácios nobiliárquicos. É provável que, em 1515, estivessem pregados na murada desta escada os três relevos do imperador Marco Aurélio atualmente no interior do museu e que antes estavam na igreja de Santa Maria sopra Minerva. No alto se abria uma lógia reta com três colunas de granito idênticas às dos apartamentos.
No centro do pátio ficava uma cisterna, modificada em 1522 por um arquiteto desconhecido chamado Domenico. O piso foi refeito em tijolos dois anos depois e a cisterna foi decorada com um novo tanque de mármore no qual foi talhada uma inscrição em verso: "Vas tibi condidimus / pluvia tu, Iuppiter, imple / praesidibusque tuae / rupis adesse velis". Mais tarde, em 1546, os fragmentos dos Fastos foram colocados "in capo al cortiglio", nas palavras de Aldovrandi na metade do século, ou seja, foram colocados numa parede de mármore desenhada por Michelângelo e realizada por Gentile Delfini, Bartolomeo Marliano e Tommaso de' Cavalieri.
Em 1586, toda essa montagem foi modificada: a estrutura inteira de Michelângelo foi colocada na chamada sala dei Fasti antichi, posteriormente chamada de Sala della Lupa, onde está até hoje.

### Pátio hoje
Do lado direito estão fragmentos da célebre estátua colossal de Constantino. Do lado esquerdo estão colocados os relevos representando as várias províncias romanas (Egito, Líbia, Mésia, Dácia, Gália, Hispânia e a Mauritânia) e os troféus de mármore provenientes do Templo de Adriano na Piazza di Pietra. Alguns deles, marcados com os brasões dos conservadores, foram recuperados no final do século XVI e outros em 1883.
No fundo do pátio, no interior do pórtico construído por Alessandro Specchi, está um grupo formado por estátuas conhecido como "Roma sentada e seus dois prisioneiros" que o papa Clemente XI comprou em 1720 da coleção da família Cesi. O grupo, já composto dessa forma, foi retratado em antigas gravuras quando ainda ficava no jardim da residência dos Cesi no Borgo, o Palazzo Cesi-Armellini. A figura central, que representa uma divindade sentada derivada de um modelo do círculo de Fídias, foi transformada em uma estátua de Roma com a adição de atributos típicos dela. A estátua está sentada sobre uma base decorada na parte anterior por um relevo representando uma província, proveniente provavelmente da decoração de um arco do século I e por dois relevos com troféus. As duas figuras colossais de bárbaros, cujas cabeças foram montadas em época moderna, são particularmente preciosas por causa do uso do raro mármore cinza, possivelmente são provenientes de uma série de prisioneiros dácios criados para decorar o Fórum de Trajano.

## Interior

### Apartamento dos Conservadores
Além do famoso pátio, é notável também o chamado "Apartamento dos Conservadores", uma série de salas de representação dos vários magistrados. Em particular, a grande "Sala dos Horácios e Curiácios" (em italiano:  Sala degli Orazi e dei Curiazi) ainda hoje é utilizada para eventos institucionais. Entre eles, a assinatura do Tratado de Roma em 1957, com a presença de representantes dos seis países fundadores da Comunidade Econômica Europeia, e a assinatura da Constituição Europeia em 29 de abril de 2004.

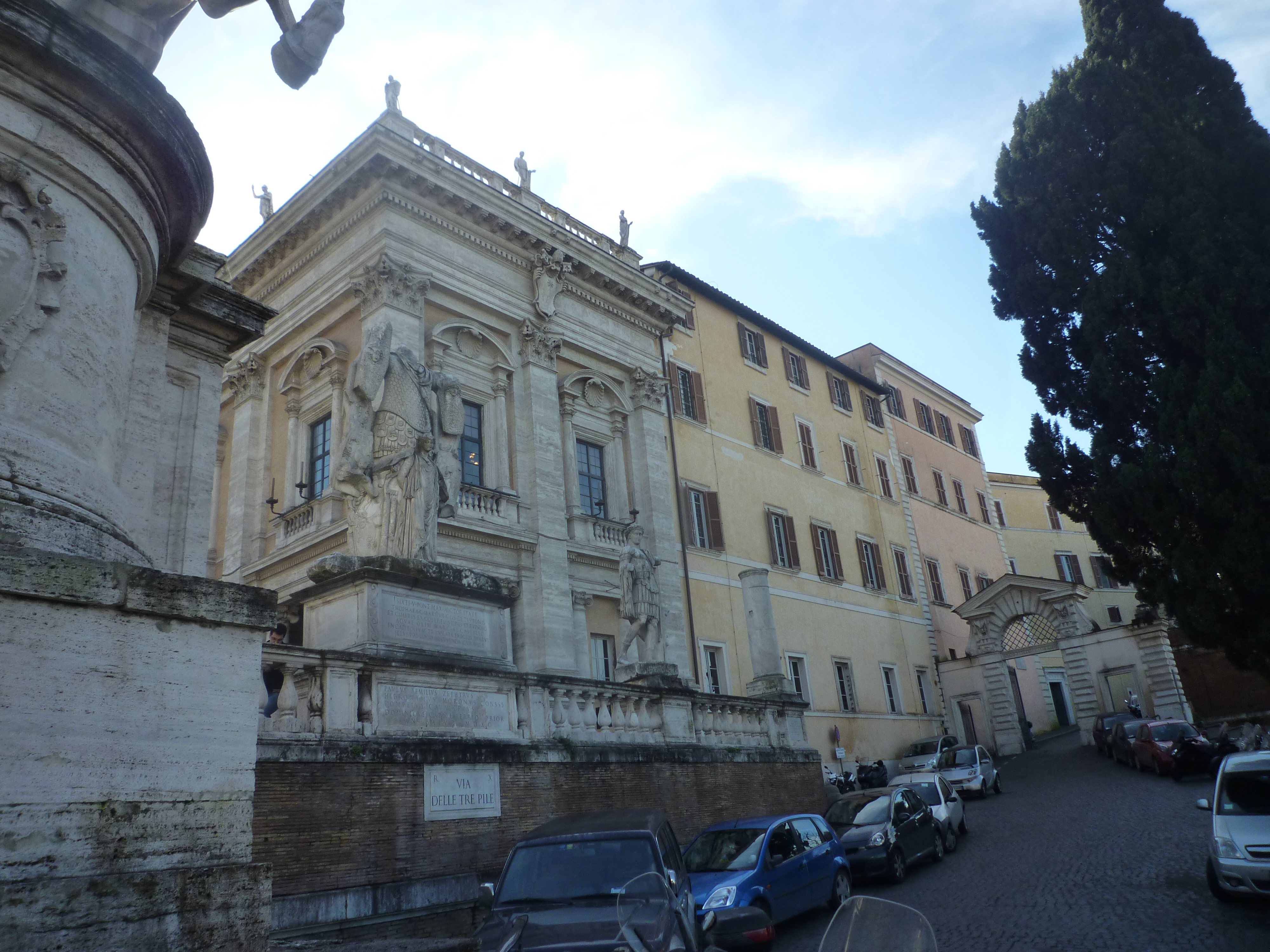
Vista lateral do palácio. À direita, a entrada para a Villa Caffarelli.

Entre as demais, a mais célebre é a "Sala da Loba Capitolina" (em italiano:  Sala della Lupa capitolina), onde está a famosíssima estátua da Loba Capitolina, símbolo da cidade de Roma. No período medieval, ela ficava do lado de fora da Torre degli Annibaldi no alto de uma base de pedra sustentada por um suporte afixado num muro: no local eram realizadas execuções de condenados, como testemunha também um desenho de 1438 que mostra, ao lado da estátua, as mãos cortadas e pregadas na torre dos ladrões culpados de terem roubado objetos preciosos da vizinha Arquibasílica de São João de Latrão. A estátua foi doada em 1471 por Sisto IV aos conservadores juntamente com dez florins de ouro para custear sua transferência e a restauração da imagem dos gêmeos Rômulo e Remo, seriamente danificados, por Antonio Pollaiolo.
Além dela, fazem parte do Apartamento as seguintes salas:
- Sala dei Capitali, com afrescos sobre a história romana e estátuas dos cinco "capitães da Igreja Católica" do século XVI-XVII (Marcantonio Colonna, Alessandro Farnese, Carlo Barberini, Gianfranco Aldobrandini e Tommaso Rospigliosi);
- Sala dei Trionfi di Mario, com um friso de Michele Alberti e Giacomo Rocchetti e a famosa estátua de bronze conhecida como Spinario;
- Sala delgli Arazzi, com tapeçarias da deusa Roma e do nascimento de Rômulo e Remo;

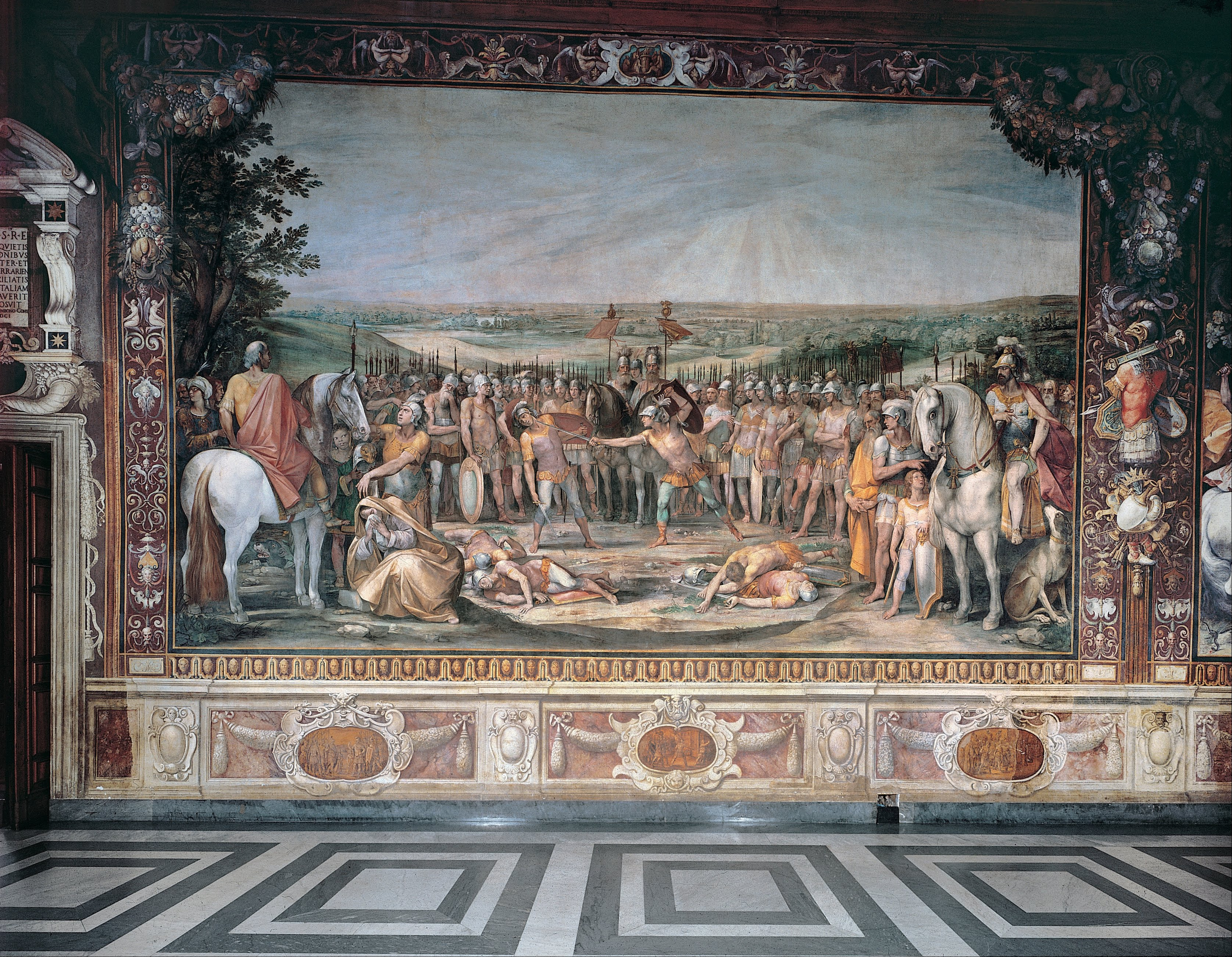
"Batalha dos Horácios e Curiácios", de Cavalier d'Arpino, na Sala degli Orazi e dei Curiazi.

- Sala delle Oche, Sala delle Aquile, Cappella Nuova, Sala delle Guerre Puniche e a Cappella Vecchia.

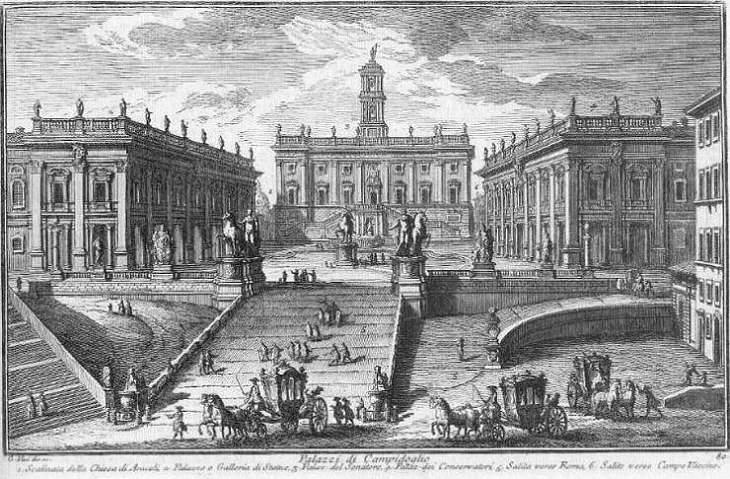
Gravura de Giuseppe Vasi (1754) da Piazza del Campidoglio. A Cordonata bem de frente dá acesso à praça, com o Palazzo Nuovo à esquerda, o Palazzo Senatorio no fundo e o Palazzo dei Conservatori à direita. Os três e mais o Tabulário, que está incorporado ao Palazzo Senatorio, abrigam as coleções dos Museus Capitolinos.

### Museu
Além dos apartamentos, as seguintes salas abrigam obras dos Museus Capitolinos no palácio:
- Sale dei Fasti Moderni, com a lista dos conservadores a partir de 1640 e uma coleção de bustos;
- Sala degli Orti Lamiani, com obras recuperadas nas escavações realizadas nos Jardins Lamianos;
- Sala dei Magistrati, com colunas do raro mármore verde do Egito e várias inscrições referentes à concessão de cidadania romana a várias personalidades (Michelângelo, Bernini, Ticiano, Petrarca etc.);
- Sale dei Monumenti Arcaici, duas salas com estátuas;
- Sala del Camino, com a lareira dos conservadores;
- Sale Castellani, com a coleção doada por Augusto Castellani;
- Sala dei Bronzi, com os restos de uma estátua colossal de Constante II incluindo o globo que ficava originalmente no alto do Obelisco Vaticano;
- Sala degli Orti Mecenaziani, com obras recuperadas no Jardim de Mecenas no monte Esquilino.
- Duas outras salas e uma galeria completam a lista.

### Pinacoteca
O palácio também abriga a Pinacoteca Capitolina, com a maioria das obras dos séculos XVI e XVII, incluindo telas de Caravaggio, Dosso Dossi, Rubens e Ticiano. Ela foi fundada em 1749 pelo papa Bento XIV com base nas coleções Pio e Sacchetti. No século XIX, alguns dos seus tesouros foram levados para a Pinacoteca Vaticana e para a Accademia di San Luca. Posteriormente, ela foi enriquecida pela doação dos Cini, que incluía diversas pinturas dos séculos XIV e XV advindas da antiga coleção Sterbini além de cerâmicas.